# Privat-Antoine Aubouard

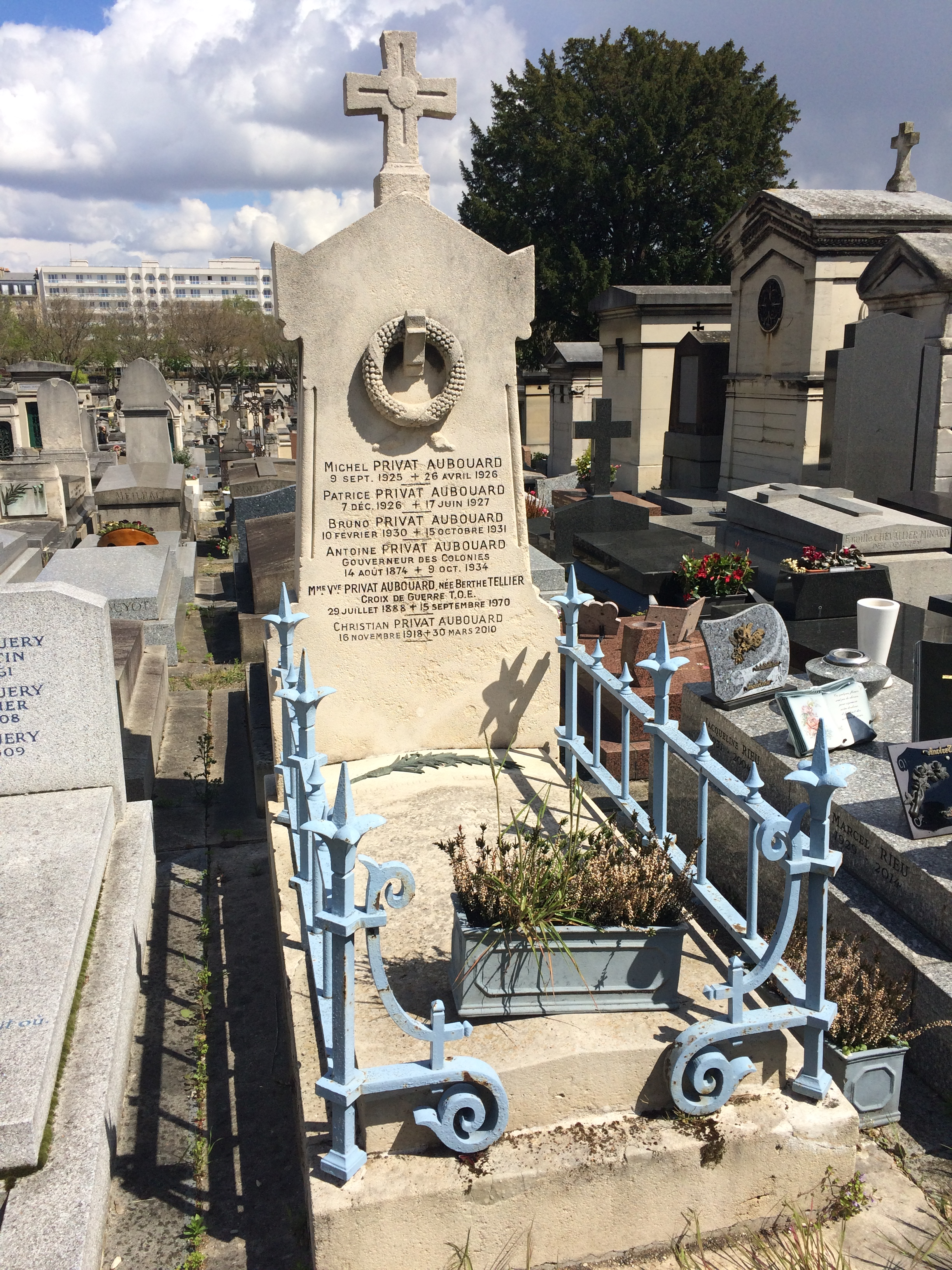
Tombe d'Antoine Privat-Aubouard au cimetière du Montparnasse (Paris).

Privat-Antoine Aubouard était un militaire français, né à Moulins (Allier) le 14 août 1874 et décédé à Beyrouth le 9 octobre 1934. Il a été le premier président du Liban sous mandat à être français et catholique romain, du 1er janvier au 30 janvier 1934.